# Referendum in Sleeswijk

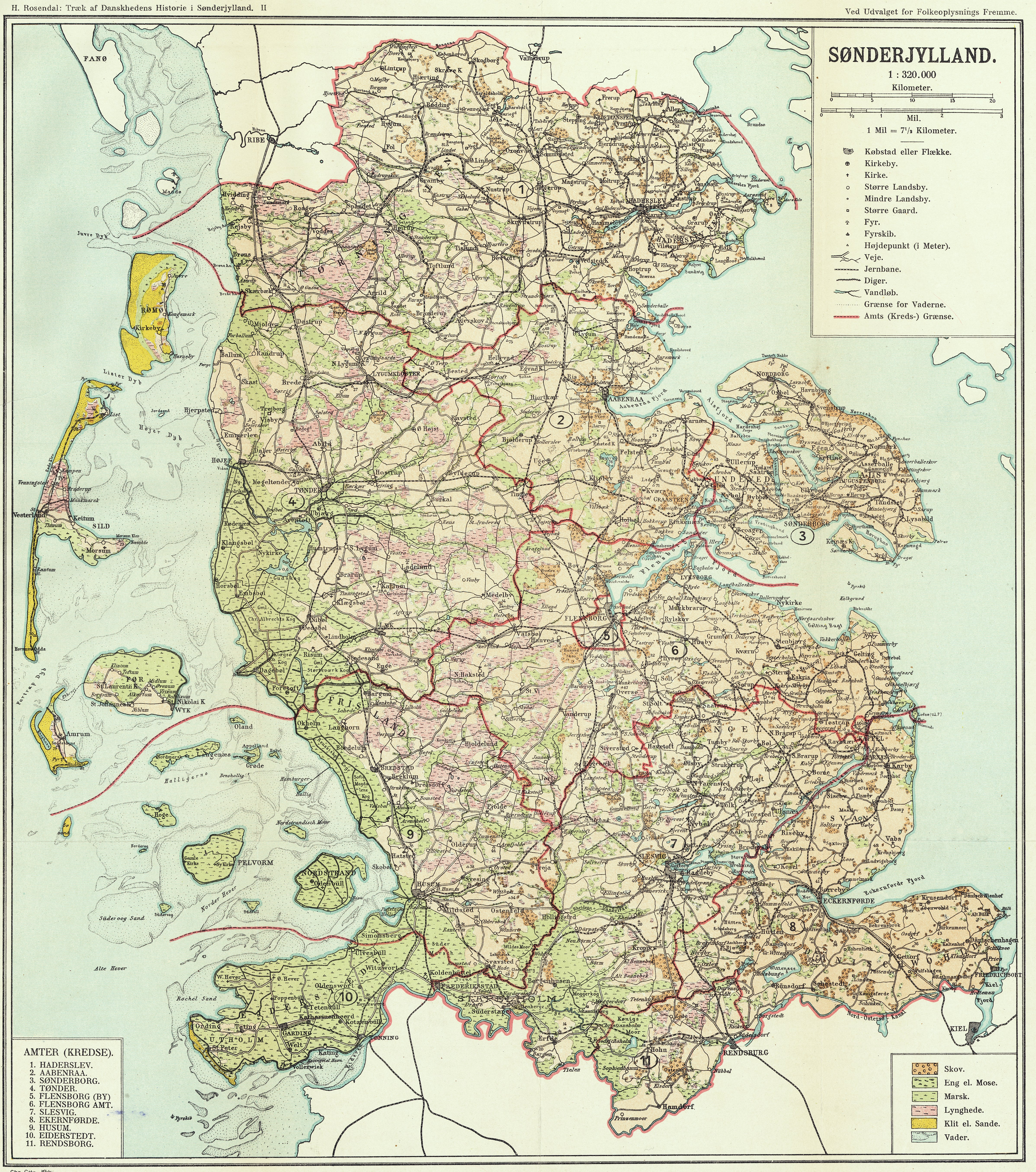
Historische Deense kaart van Noord- en Zuid-Sleeswijk rond 1918

Het referendum in Sleeswijk in 1920 was een referendum waarbij de bevolking van het historische hertogdom Sleeswijk zich kon uitspreken voor aansluiting bij Denemarken. Het gebied werd daarbij in drie zones verdeeld, de noordelijke zone koos voor Denemarken, de middelste zone voor een blijvende band met Duitsland, terwijl in de zuidelijke zone geen stemming werd georganiseerd. De uitkomst van de stemming in de middelste zone leidde in Denemarken tot een constitutionele crisis.

## Voorgeschiedenis
Tijdens de Tweede Duits-Deense Oorlog in 1864 had de Duitse Bond onder aanvoering van Pruisen en Oostenrijk Sleeswijk-Holstein veroverd op de Deense kroon. Het werd onder gemeenschappelijk bestuur van Pruisen en Oostenrijk gesteld, waarbij Oostenrijk Holstein zou besturen en Pruisen Sleeswijk. Twee jaar later werd Holstein ingenomen door Pruisen wat de aanleiding was voor de Duitse Oorlog tussen Pruisen en Oostenrijk. 
In het Verdrag van Praag, dat een einde maakte aan de Duitse Oorlog, verplichtte Pruisen zich, onder druk van Frankrijk, om binnen 6 jaar in Sleeswijk een referendum te organiseren waarbij de bevolking zich mocht uitspreken over de vraag of zij Duits dan wel Deens wilden zijn. Pruisen is deze verplichting echter nooit nagekomen. In 1907 erkende Denemarken de grens zoals die in 1864 tot stand was gekomen.

## Referendum
Na de nederlaag van Duitsland in de Eerste Wereldoorlog werd in het Verdrag van Versailles een referendum opgenomen waarbij het noordelijke deel van Sleeswijk zich zou mogen uitspreken over eventuele aansluiting bij Denemarken. Hoewel Denemarken zelf geen partij was geweest in de Eerste Wereldoorlog werd in het verdrag vastgelegd dat het referendum zou worden gehouden conform de wensen van Denemarken.
Die wensen hielden in dat gestemd zou worden in twee zones. In de noordelijke zone zouden de resultaten voor de gehele zone bepalend zijn, in de tweede, centrale, zone, zouden de resultaten per district geteld worden. De stemming zou ook op twee verschillende dagen worden georganiseerd, waarbij eerst de noordelijke zone zou stemmen. Voor het toezicht werd een internationale commissie opgericht, bestaande uit waarnemers uit Noorwegen, Zweden, Frankrijk en het Verenigd Koninkrijk.
Zone I („Noord-Sleeswijk“):
Bij het referendum in Noord-Sleeswijk op 10 februari 1920 kozen 25.329 kiezers (25,1 %) voor Duitsland en 75.431 (74,9 %) voor Denemarken. 
Zone I bestond uit de toenmalige Landkreisen
- Haderslev (Hadersleben): 6.585 stemmen  is 16,0 % voor Duitsland, 34.653 stemmen is 84,0 % voor Denemarken, waarvan in de
  - Stad Haderslev 3.275 stemmen  (38,6%) voor Duitsland, 5.209 stemmen (61,4%) voor Denemarken;
- Aabenraa (Apenrade): 6.030 stemmen (32,3%) voor Duitsland, 12.653 stemmen (67,7% )voor Denemarken, waarvan in de
  - Stad Aabenraa 2.725 stemmen (55,1%) voor Duitsland, 2.224 stemmen (44,9%) voor Denemarken;
- Sønderborg (Sonderburg): 5.083 stemmen (22,9%) voor Duitsland, 17.100 stemmen (77,1%) voor Denemarken, waarvan in de
  - Stad Sønderborg  2.601 stemmen (56,2%) voor Duitsland, 2.029 stemmen (43,8%) voor Denemarken
- Tønder (Tondern), noordelijk gedeelte: 7.083 stemmen (40,9%) voor Duitsland, 10.223 stemmen (59,1%) voor Denemarken, waarvan in de 
  - Stad Tønder 2.448 stemmen (76,5%) voor Duitsland, 750 stemmen (23,5%) voor Denemarken,
- Flensburg (Flensborg), noordelijk gedeelte: 548 stemmen (40,6%) voor Duitsland, 802 stemmen (59,4%) voor Denemarken.

Zone II ("Centraal Sleeswijk"): 

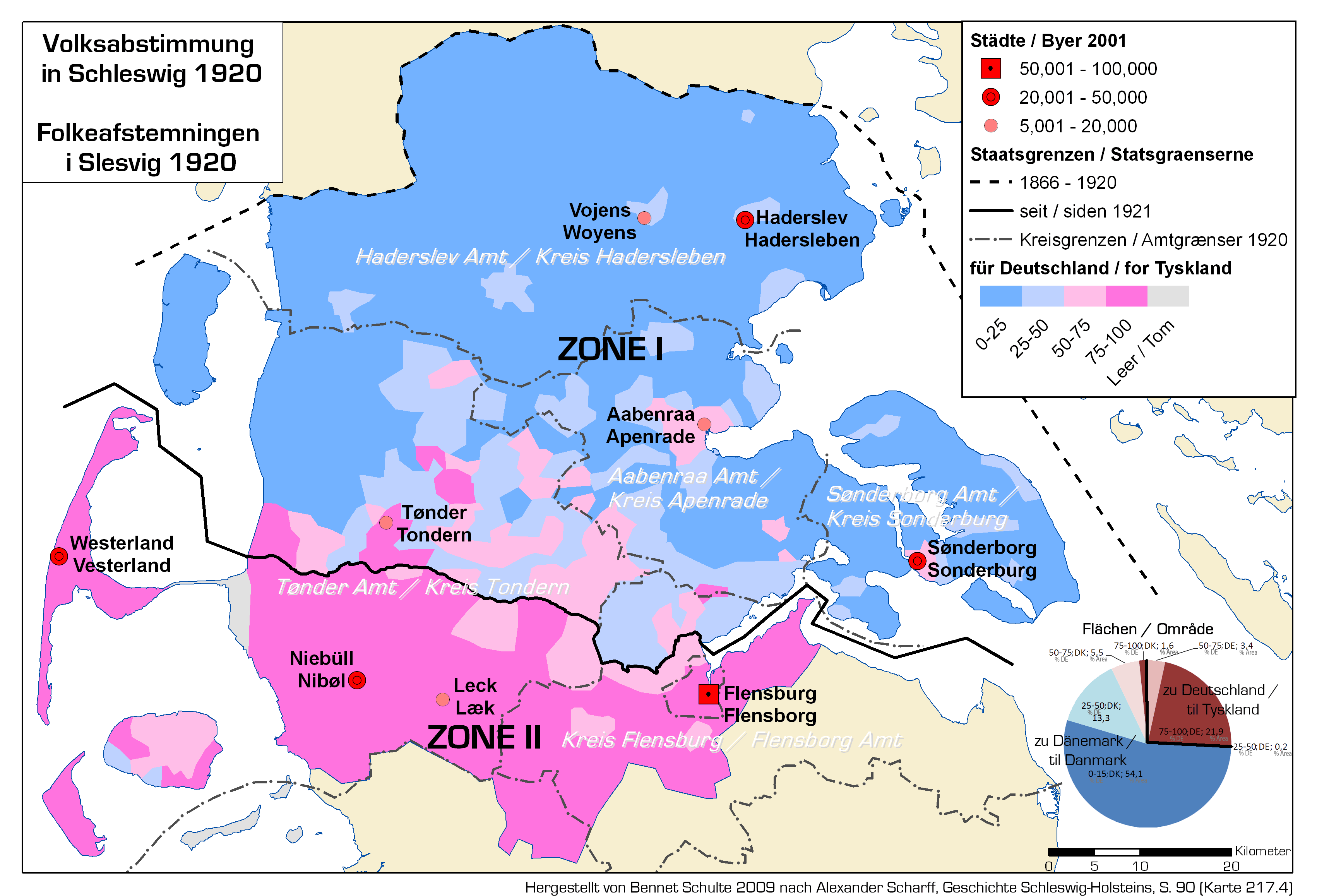
Uitslag van het referendum in 1920.

Een maand later, op 14 maart, werd in Zone II gestemd. In totaal stemden 51.742 kiezers (80,2%) voor Duitsland en 12.800 (19,8%) voor Denemarken. Anders dan in Zone 1 werden hier de resultaten per Landkreis geteld. In geen enkel kreis was er een meerderheid voor aansluiting bij Denemarken, slechts in drie kleinere gemeenten op het eiland Föhr was er een meerderheid voor Denemarken.
Zone II bestond uit de toenmalige Landkreisen:
- Tondern, zuidelijk gedeelte: 17.283 stemmen (87,9%) voor Duitsland, 2.376 stemmen (12,1%) voor Denemarken;
- Flensburg, zuidelijk gedeelte: 6.688 stemmen (82,6%) voor Duitsland, 1.405 stemmen (17,4%) voor Denemarken;
- Husum, noordelijk gedeelte: 672 stemmen (90,0%) voor Duitsland, 75 stemmen  (10,0%) voor Denemarken

en de
- Stad Flensburg: 27.081 stemmen (75,2%) voor Duitsland, 8.944 stemmen (24,8%) voor Denemarken

Zone III:
Oorspronkelijk was er ook een derde zone voorgesteld. Deze liep ten zuiden van de tweede zone tot aan de lijn Husum–Schlei, in een alternatief voorstel van de Eider–naar de Schlei (Danewerklinie). Uiteindelijk werd in deze zone geen stemming georganiseerd, waarmee dit gebied deel van Duitsland bleef.

## Noord-Sleeswijk wordt Deens
Als gevolg van het referendum werd het noordelijk deel van Sleeswijk (zone I) op 15 juni 1920 deel van Denemarken. 15 juni  wordt in Denemarken sindsdien als Genforeningsdag (Herenigingsdag) herdacht. Historisch gezien is die naam voor de aansluiting van het noorden van Sleeswijk bij Denemarken betwistbaar. Sleeswijk werd wel geregeerd door de Deense koning, maar maakte politiek geen deel uit van Denemarken.

## Constitutionele crisis
De uitslag van het referendum in zone II, met name het resultaat in Flensburg, werd in Denemarken gezien als een grote teleurstelling. Flensburg was veruit de grootste stad in Sleeswijk. In 1867 was de meerderheid van de bevolking in Flensburg nog Deens geweest, sindsdien was een aanzienlijk deel van de Denen geëmigreerd naar de Verenigde Staten, terwijl de Duitse  bevolking deels bestond uit mensen die niet meer in Flensburg woonden, maar wel mochten stemmen. De Deense regering accepteerde de uitkomst van het referendum, maar de koning en de oppositie waren daar in eerste instantie niet toe bereid. De weigering van de koning om het resultaat te accepteren was voor het kabinet reden zijn ontslag in te dienen. De koning benoemde vervolgens een nieuw kabinet, bestaande uit vertegenwoordigers van de conservatieve oppositie die echter geen meerderheid in het parlement wist te verwerven. Door het eigenzinnige optreden van Christiaan dreigde de monarchie in Denemarken in gevaar te komen. Die prijs was het de koning niet waard, uiteindelijk bond hij in en accepteerde dat de politieke rol van de koning was uitgespeeld.

## Minderheden
Na het referendum bevinden zich aan beide zijden van de nieuwe grens minderheidsgroeperingen: aan de Duitse zijde de Deense, en aan de Deense zijde de Duitse minderheid. Elk van deze twee minderheden houdt er een aanzienlijk aantal eigen (kleuter)scholen op na. Dit met als doel om de eigen cultuur in stand te houden. 
Beide minderheden zijn gebaseerd op hun nationaal-culturele achtergrond. Na het neerslaan van Sleeswijk-Holsteinse opstand van 1848 waren veel Sleeswijkers van Duitse en Friese afkomst geëmigreerd. En ook na de tweede Duits–Deense oorlog van 1864 emigreerden veel Deense – maar ook Duitse en Friese – Sleeswijkers. Daarnaast waren er, die tijdelijk naar Denemarken vertrokken om de driejarige dienstplicht in het Pruisische leger te ontlopen.

### Voetnoten
1. ↑  (en)  Leif H. Nielsen (1987) "The Emigration from North Schleswig. An Evaluation of the Political Situation as a Cause of Emigration". In: Steffen Elmer Jørgensen, Lars Scheving & Niels Peter Stilling (Eds.): From Scandinavia to America. Proceedings from a Conference held at Gl. Holtegaard, Odense University Studies in History and Social Sciences, vol. 103; Odense University Press, pp. 58–80.

Dit artikel of een eerdere versie ervan is een (gedeeltelijke) vertaling van het artikel Volksabstimmung in Schleswig op de Duitstalige Wikipedia, dat onder de licentie Creative Commons Naamsvermelding/Gelijk delen valt. Zie de bewerkingsgeschiedenis aldaar.